# Yugal

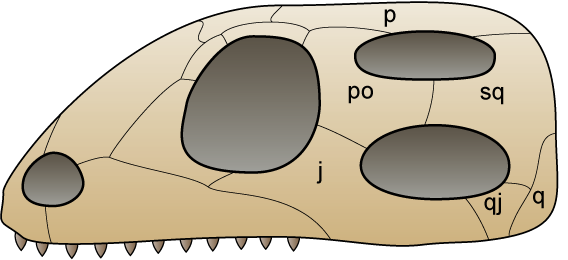
Diagrama del cráneo de un diápsido típico
j: yugal, p: parietal, po: postorbital, q: cuadrado, qj: quadratoyugal, sq: escamosal.

El yugal es un hueso de la mandíbula encontrado en algunos reptiles, anfibios y aves. Está conectado al cuadratoyugal y al maxilar, así como otros huesos, los cuales pueden variar por especies. En los mamíferos suele denominarse malar o cigomático.

## Anatomía
El yugal se localiza a cada lado del cráneo en la región escama circumorbital. Es el origen en el cráneo de varios músculos de masticación. Los huesos yugal y el lagrimal son los dos únicos remanentes de la serie circumorbital ancestral: el prefrontal, postfrontal, postorbital, yugal y lagrimal.
Durante el desarrollo, el yugal se origina del hueso dérmico.

### En dinosaurios
Este hueso es considerado clave en la determinación de rasgos generales en los casos en los cuales el cráneo entero no se halló intacto, como ocurre con los dinosaurios no avianos en paleontología. En algunos géneros de dinosaurios el yugal también forma parte del margen inferior de la fenestra anteorbital o la fenestra infratemporal, e incluso de ambas. Muy generalmente, este hueso se articula con el cuadradoyugal, el postorbital, el lagrimal, y el maxilar. En los dinosaurios con cuernos, como Pentaceratops, el yugal es grueso y termina en una punta, lo cual ha llevado a los paleontólogos a referirse a este como el "cuerno yugal".

## Función

### En reptiles
En los dinosaurios no avianos, el yugal funcionaba como un soporte pasivo estructural durante las mordidas, y no como punto de apoyo de músculos de masticación. En los reptiles actuales, el hueso yugal continua para formar la órbita del ojo y proporciona el apoyo estructural pasivo.

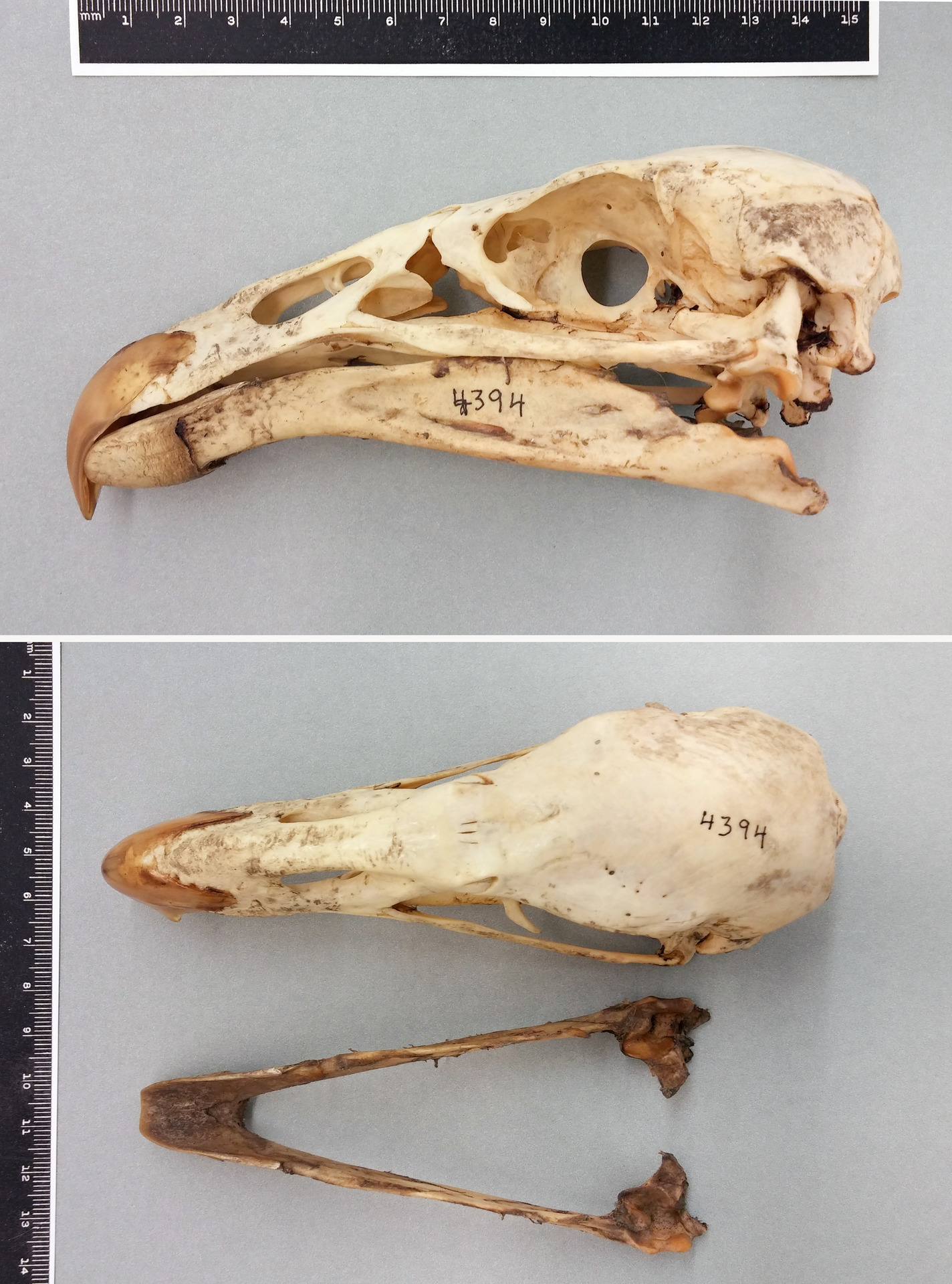
Cráneo de un cóndor de California (Gymnogyps californianus). Cortesía del Museo Peabody de Historia Natural; División de Zoología de Vertebrados de la Universidad de Yale.

### En aves
Mientras que el yugal es grueso y en forma de cinta en muchos otros saurópsidos, el yugal de las aves es delgado y en forma de puntal. Se piensa que se debe a que reduce el peso del cráneo y facilita la cinesis craneal.

### En mamíferos
En los mamíferos, incluyendo humanos, el yugal se conoce generalmente como el hueso cigomático. Este participa en la formación del contorno facial, protegiendo al ojo de daños, y proporcionando puntos de apoyo para los músculos faciales. El cigomático tiene funciones importantes al ser el origen del músculo masetero y como punto de resistencia para las fuerzas generadas en la masticación. Estudios preliminares indican que la variación en la estructura del cigomático puede ser útil para determinar los orígenes ancestrales de las poblaciones humanas modernas.